# Tides (film)
Tides is een Duitse sciencefiction-thriller uit 2021, geregisseerd door Tim Fehlbaum.

## Verhaal
In het midden van de 21e eeuw werd de mensheid bijna volledig uitgeroeid door een wereldwijde catastrofe. Een kleine groep astronauten werd vanuit de Kepler-ruimtekolonie naar de aarde gestuurd. Haar landingscapsule crasht echter en alle bemanningsleden behalve astronaut Blake en haar collega Tucker komen om. De missie van de missie is om erachter te komen of mensen zich weer op aarde kunnen voortplanten, een vaardigheid die hun soort heeft verloren. Tijdens het onderzoeken van dode dieren op het strand, wordt Tucker ontvoerd door een groep overlevenden in deze woestenij, en bij haar terugkeer ziet Blake dat de lander ook wordt verwijderd. Kort daarna wordt ook zij neergeslagen en wordt ze wakker in een van haar nederzettingen. Zolang Blake zich kan herinneren, is ze getraind in de richtlijn "Voor de velen" om het voortbestaan van de mensheid te dienen.
Haar vader had haar over de aarde verteld en dat er in het Henderson-gebied aan de Atlantische Oceaan aan de kust tussen Midden- en Noord-Amerika een gebied is ontdekt waar de natuur niet volledig is verwoest door de mens en waar de natuur zich begint te herstellen. Haar vader maakte deel uit van de eerste Ulysses-delegatie en Blake heeft de hoop nooit opgegeven hem na zijn reis naar de aarde weer te zien, zelfs niet als iemand ooit het contact met deze missie heeft verloren. Nadat de nederzetting waar Blake wordt vastgehouden in een hol is overvallen, gaan de ouders op zoek naar hun kinderen. Blake besluit te helpen bij het vinden van Maila's moeder, die haar dochter mist, en smokkelt zichzelf aan boord van een gevangenisschip.
Na het selecteren van deze geëvolueerde mensen in het fort, wordt Blake door Paling naar Gibson, de manager van de faciliteit, gebracht. Hij begroet haar hartelijk, legt haar uit dat ze al lang op haar komst wacht en dat hij ook weet van de Kepler-ruimtekolonie. Gibson diende haar vader op de Ulysses Mission en kende Blake als zijn dochter Louise toen ze nog een kind was. De "Muds", zoals ze de overlevenden op aarde noemden, vernietigden alles kort nadat ze een rapport naar Kepler konden sturen en ontnamen hen dus elke gelegenheid om weer in contact te komen met de ruimtekolonie. Haar vader kwam om bij de aanval en sindsdien heeft hij zijn project om een schip te bouwen voortgezet. Blake krijgt een hut toegewezen.

## Rolverdeling
| Acteur                | Personage     |
| --------------------- | ------------- |
| Nora Arnezeder        | Louise Blake  |
| Sarah-Sofie Boussnina | Narvik        |
| Iain Glen             | Gibson        |
| Sope Dirisu           | Tucker        |
| Sebastian Roché       | Blake’s vader |
| Joel Basman           | Paling        |
| Kotti Yun             | Munay         |
| Bella Bading          | Maila         |
| Chloé Heinrich        | jonge Blake   |
| Eden Gough            | Neil          |

## Release en ontvangst
De film ging in première op 1 maart 2021 op het Internationaal filmfestival van Berlijn. 
Op Rotten Tomatoes heeft Tides een waarde van 40%, gebaseerd op 5 recensies.

## Prijzen en nominaties
| Jaar | Prijs                 | Categorie            | Genomineerde(n) | Uitslag  |
| ---- | --------------------- | -------------------- | --------------- | -------- |
| 2021 | Bayerischer Filmpreis | Beste regie          | Tim Fehlbaum    | Gewonnen |
| 2021 | Bayerischer Filmpreis | Beste cinematografie | Markus Förderer | Gewonnen |